# 월하의 검
"월하의 검"은 1970년 공개된 대한민국의 영화이다.

## 배역
- 김지미
- 윤양하
- 김명진